# Таптиковська сільська рада
Тапти́ковська сільська рада (рос. Таптыковский сельский совет) — муніципальне утворення у складі Уфимського району Башкортостану, Росія. Адміністративний центр — село Таптиково.
2004 року до складу сільради зі складу Дьомського району Уфи була передана територія площею 0,1 км², зі складу Ленінського району Уфи присілки Осоргіно та Дебовка. В той же час зі складу сільради до складу Жуковської сільради передано територію площею 15,45 км².

## Населення
Населення — 2238 осіб (2019, 1411 в 2010, 1012 в 2002).

## Склад
До складу поселення входять такі населені пункти:
| Населений пункт     | Населення, осіб (2002) | Населення, осіб (2010) |
| ------------------- | ---------------------- | ---------------------- |
| Глумиліно, присілок | 61                     | 64                     |
| Дебовка, присілок   | 50                     | 49                     |
| Дубрава, присілок   | -                      | 180                    |
| Лікаревка, присілок | 172                    | 146                    |
| Осоргіно, присілок  | 185                    | 238                    |
| Таптиково, село     | 544                    | 734                    |